# Ammophila pictipennis
Ammophila pictipennis là một loài côn trùng cánh màng trong họ Sphecidae, thuộc chi Ammophila. Loài này được Walsh miêu tả khoa học đầu tiên năm 1869.